# IntraCorp
IntraCorp è stato un editore di videogiochi di Miami, Florida, Stati Uniti, fondato nel 1984.
Ha dichiarato bancarotta e terminato le attività nel 1996 insieme alla sua principale filiale Capstone Software. IntraCorp ha sviluppato e pubblicato giochi di vario genere.
L'ultimo gioco prodotto, Fate, non fu mai pubblicato. Fu distribuita al pubblico solo una versione dimostrativa giocabile, nel 1996, contenente 4 livelli.

## Giochi pubblicati
- William Shatner's TekWar (1995)
- Witchaven (1995)
- Chronomaster (1995)
- Witchaven II: Blood Vengeance (1996)

## Progetti non portati a termine
- Hammer's Slammers
- Fate
- Corridor 8: Galactic Wars
- Blood Hockey
- Soulkeeper / Crystal Skulls
- V For Victory II: The Pacific Campain